# Evan Ryan
Evan Maureen Ryan Blinken (Alexandria, 1971) es una funcionaria pública estadounidense que  se desempeñó como secretaria de gabinete de la Casa Blanca en la administración de Joe Biden. Anteriormente se desempeñó como Subsecretaria de Estado para Asuntos Educativos y Culturales en la Administración de Barack Obama (2013-2017) y fue asistente de asuntos intergubernamentales y enlace público del entonces vicepresidente Joe Biden.

## Educación
Ryan es de Virginia y asistió a la Escuela Preparatoria de Visitas de Georgetown. Tiene una licenciatura de Boston College y una maestría en Políticas Públicas Internacionales de la Escuela de Estudios Internacionales Avanzados de la Universidad Johns Hopkins.

## Vida personal
Ryan nació en 1971 en Alexandria, Virginia, donde creció en una familia de clase media de ascendencia católica irlandesa. En 2002, se casó con el funcionario del gobierno Antony Blinken en una ceremonia de dos denominaciones en la iglesia de la Santísima Trinidad. Blinken, quien se desempeñó como subsecretario de estado bajo John Kerry en la administración de Obama, ahora se desempeña como secretario de estado bajo el presidente Biden.